# Typhlomyrmex foreli
Typhlomyrmex foreli är en myrart som beskrevs av Santschi 1925. Typhlomyrmex foreli ingår i släktet Typhlomyrmex och familjen myror. Inga underarter finns listade i Catalogue of Life.